# Eugène-Emmanuel de Savoie-Villafranca
Eugène-Emmanuel Joseph Marie Paul François Antoine de Savoie-Villafranca-Soissons (Paris, 14 avril 1816 – Turin, 15 décembre 1888), comte de Villafranca et le prince de Carignano à partir du 22 avril 1834.

## Biographie
Fils de Joseph-Marie de Savoie-Villafranca et Pauline de Quélen de Vauguyon, il était un cousin de Charles-Albert de Sardaigne, qui a validé le mariage morganatique de ses parents.
Après avoir été élève de l'École royale militaire de la Marine de Gênes il a commencé sa carrière dans la nouvelle marine de Savoie. Après quelques années de croisières, en juillet 1834, lieutenant-commandant, le 17 mai, 1834, il est passé dans l'armée comme capitaine dans le régiment "Novara Cavalleria". Avec les années, il gravit les degrés de deux armes: colonel en 1836, à la tête du régiment Piémont royal Cavalleria", capitaine du navire, l'année suivante, major-général de la cavalerie en 1841, et contre-amiral en 1842. En 1844, il devient lieutenant-général et commandant général de la marine de Sardaigne, à la tête de laquelle il est resté jusqu'en 1851. Il termine sa carrière avec le grade honoraire d'amiral.
Il a reçu le titre de prince de Carignan, par l'arrêté royal du 22 avril 1834.
En février 1842 sur la médiation de l'Ambassadeur de Sardaigne à Vienne, Vittorio Balbo Bertone, comte de Sambuy, par l'entremise du prince de Metternich, le prince Eugène, avec l'assentiment du roi Charles-Albert, cherche à épouser la princesse Janvière du Brésil. Mais il n'arrive pas à trouver un accord. L'échec du mariage provoque le fort mécontentement du prince de Metternich, qui craint le mariage de la princesse avec d'autres prétendants, ce qui pourrait générer une alliance avec certains princes allemands, ou avec des fils de l'Infant Don Francisco de Paule d'Espagne, au détriment de l'Autriche.
En 1843, il a un lien sentimental avec l'archiduchesse Marie-Caroline d'Autriche, fille aînée de l'archiduc Rainier, gouverneur du royaume de Lombardie-Vénétie et sœur aînée de la princesse de Piémont née Adélaïde de Habsbourg-Lorraine. En septembre de la même année, le Roi Charles-Albert, approuvant le choix officiellement, demande la main de la jeune fille à l'Empereur d'Autriche. Mais la santé de la princesse Marie-Caroline se dégrade et elle meurt en janvier 1844. La perte de la future mariée jette dans le plus total désespoir le prince Eugène, qui, à partir de là, refuse toute proposition qui sera faite. 

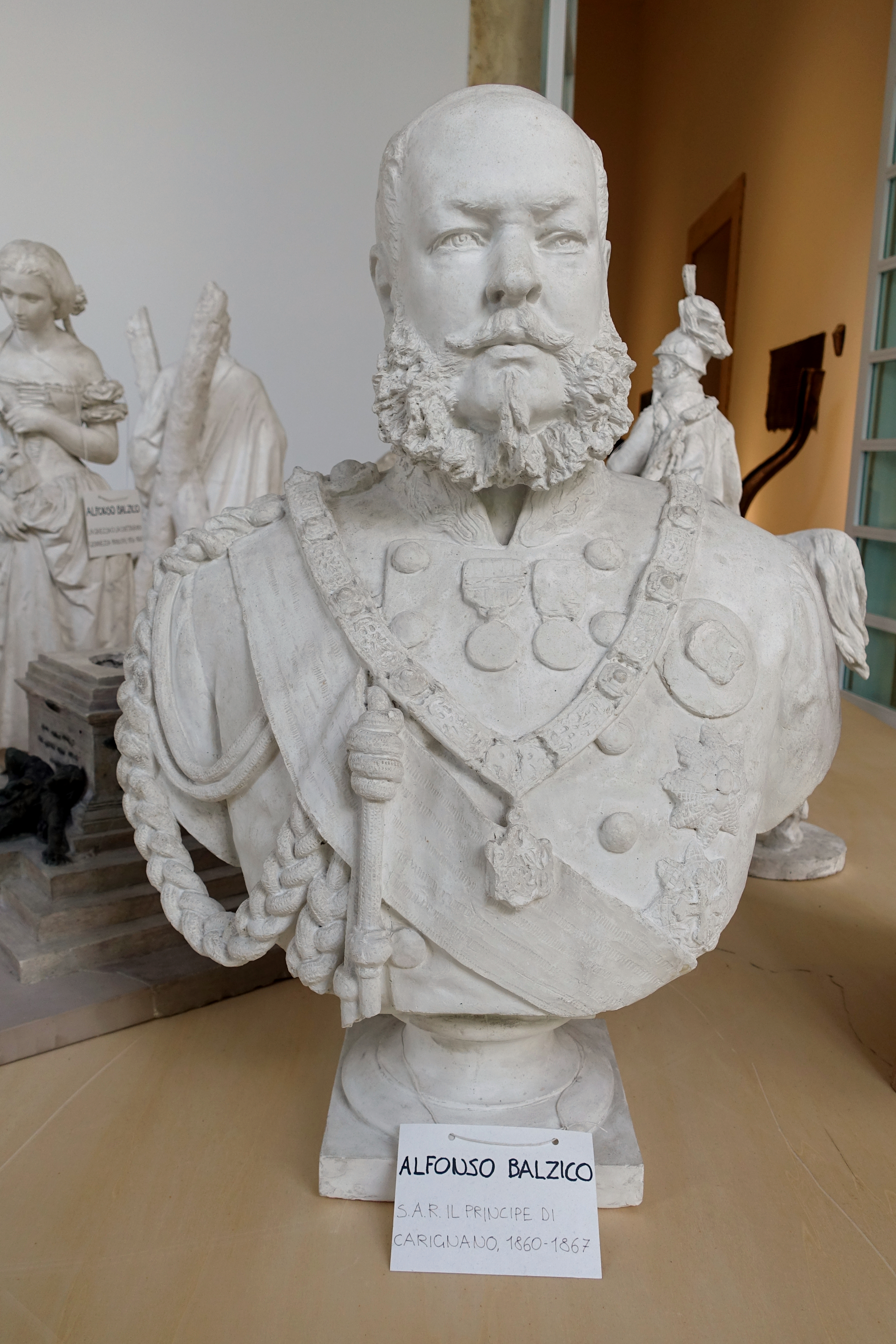
Buste d'Eugène-Emmanuel de Savoie-Villafranca.

Pour ses liens étroits avec la maison royale, il est désigné par le roi comme lieutenant-général du royaume : en mars 1848 à la proclamation de la première guerre d'indépendance italienne, en 1849, en 1859 et 1866.
Il exerce de nouveau des responsabilités en 1860 et 1861 lors de l'annexion de l'ancien grand-duché de Toscane et le royaume des Deux-Siciles par le nouveau royaume d'Italie. Il a pris part au siège de Gaète contre François II des Deux-Siciles, où il a gagné la médaille d'or de la valeur militaire avec l'arrêté royal du 13 avril 1861 "pour avoir distingué en tant que lieutenant-général de S. M. le Roi dans les provinces du sud, Gaeta, 1861."
Il a été le premier président du Consortium national pour l'amortissement de la dette publique, créé en 1866.

## Le mariage et la descendance
Il s'est marié à Turin le 25 novembre 1863 avec Félicitée Crosio (Verceil, le 4 mai 1844 - Vérone, 1911). Par ce mariage, il a eu les enfants suivants:
- Paula Marie Victoria (1866-1919), mariée, avec le baron Edouard Nasi
- Marie Gabrielle Thérèse (1867-1949), épouse de Giulio Cesare Marenco, comte de Moriondo
- Marie Eugénie (1871-1964), épousa le marquis Joseph Gropallo
- Emmanuel-Philibert de Savoie-Villafranca (it) (1873-1933), puis "de Villafranca-Soissons" en 1888 et comte de Villafranca. Il s'est marié à Turin le 9 novembre 1898 à Clotilde Caroline Fauda (vit à Murelho et plus tard déménage à l'Alto Adige, avec des affectations dans l'Opéra national de Combattants)[1]
- Charles-Eugène (1875-1876)
- Victor-Emmanuel (1876-1913)
- Eugène (1880-1948), épouse Silvia Ceriana
- Maria Annunziata (1879-1887)

Les Lettres Patentes Royales du 14 septembre 1888, accordée par Humbert Ier, reconnait le mariage morganatique du prince Eugène de Savoie-Carignan et de Felicita Crosio et reconnait à leurs descendants le nom de Villafranca-Soissons et le titre de comte pour les fils aînés, transmissible en ligne directe masculine.
Il est décédé le 15 décembre 1888, et l'enterrement solennel a été célébré le 18 décembre par le cardinal Gaetano Alimonda, archevêque de Turin, dans le Temple de la Grande Mère de Dieu.
Le titre de comte, est passé à son fils Emmanuel-Philibert.